# HD 147506
HD 147506 è una stella della costellazione di Ercole. È più grande e calda del Sole e dista dalla Terra 390 anni luce, la sua magnitudine apparente è +8,71. Nel maggio del 2007 è stato scoperto un pianeta extrasolare orbitante attorno alla essa.

## Caratteristiche fisiche
HD 147506 è una subgigante gialla con un'età di circa 2 o 3 miliardi di anni. Ha una temperatura superficiale di 6290 K, circa 500 K più calda del Sole, ed è leggermente più massiccia. Il raggio è 1,6 volte maggiore, mentre la luminosità è quasi il quadruplo di quella solare.
Nel 2007 è stato scoperto un pianeta che gli orbita intorno, HAT-P-2 b, un gigante gassoso di massa pari 9 volte quella di Giove. Dista appena 0,07 U.A. dalla stella, ed il suo periodo orbitale è di 5,63 giorni. Nel 2013 era stata suggerita la presenza di un altro pianeta gigante, più esterno, con una massa di una decina di volte quella di Giove, e nel 2023 la scoperta di HAT-P-2 c è stata confermata. Dato il margine d'incertezza nella misurazione della massa, questo secondo pianeta potrebbe essere anche una nana bruna.
Sotto, il prospetto planetario:
| Pianeta | Tipo            | Massa            | Raggio   | Periodo orb. | Sem. maggiore | Eccentricità | Scoperta |
| ------- | --------------- | ---------------- | -------- | ------------ | ------------- | ------------ | -------- |
| b       | Gigante gassoso | 8,70 MJ          | 1,157 rJ | 5,63 giorni  | 0,0688 UA     | 0,508        | 2007     |
| c       | Gigante gassoso | 10,7+5,2 −2,2 MJ | —        | 5,63 giorni  | —             | 0,37         | 2023     |